# Avena prostrata
Avena prostrata là một loài thực vật có hoa trong họ Hòa thảo. Loài này được Ladiz. mô tả khoa học đầu tiên năm 1971.